# Rochelia peduncularis
Rochelia peduncularis là loài thực vật có hoa trong họ Mồ hôi. Loài này được Boiss. miêu tả khoa học đầu tiên năm 1846.